# Metacatharsius ferreirae
Metacatharsius ferreirae là một loài bọ cánh cứng trong họ Bọ hung (Scarabaeidae).